# Hôpital Bicêtre
Hôpital Bicêtre – budowana stacja czternastej linii paryskiego metra położona na granicy gmin Le Kremlin-Bicêtre i Gentilly. Nazwa wywodzi się od pobliskiego szpitala. Otwarcie planowane jest na 2024 rok. Projekt architektoniczny wykonała firma Jean-Paul Viguier et Associés.